# 枋山郷
枋山郷（ファンシャン/ぼうざん-きょう）は、台湾屏東県の郷。

## 地理
枋山郷は屏東県南西部の海岸沿いに位置し、北は枋寮郷、東は春日郷と獅子郷、南は車城郷にそれぞれ接し、西は台湾海峡に面している。
中央山脈の末端、恒春半島の根本に位置し、南北の約30kmに対し、東西は約500～1000m、最も狭い地点では100m未満と非常に長細くなっており、台湾本島で3番目に面積が小さい郷である。
海岸に切り立つ地勢から、雄大な山々と美しい海の景色で有名である。熱帯モンスーン気候（Am）に属し、年間を通して温暖であるため、メロンの栽培に適している。
日本の国道1号に相当する台1線と、同時に台湾一周の道路網を形成する台湾東部の台9線、この2つの高速道路の終点楓港の所在地である。また、台湾を代表する観光地墾丁国家公園への主要道路台26線の起点である。

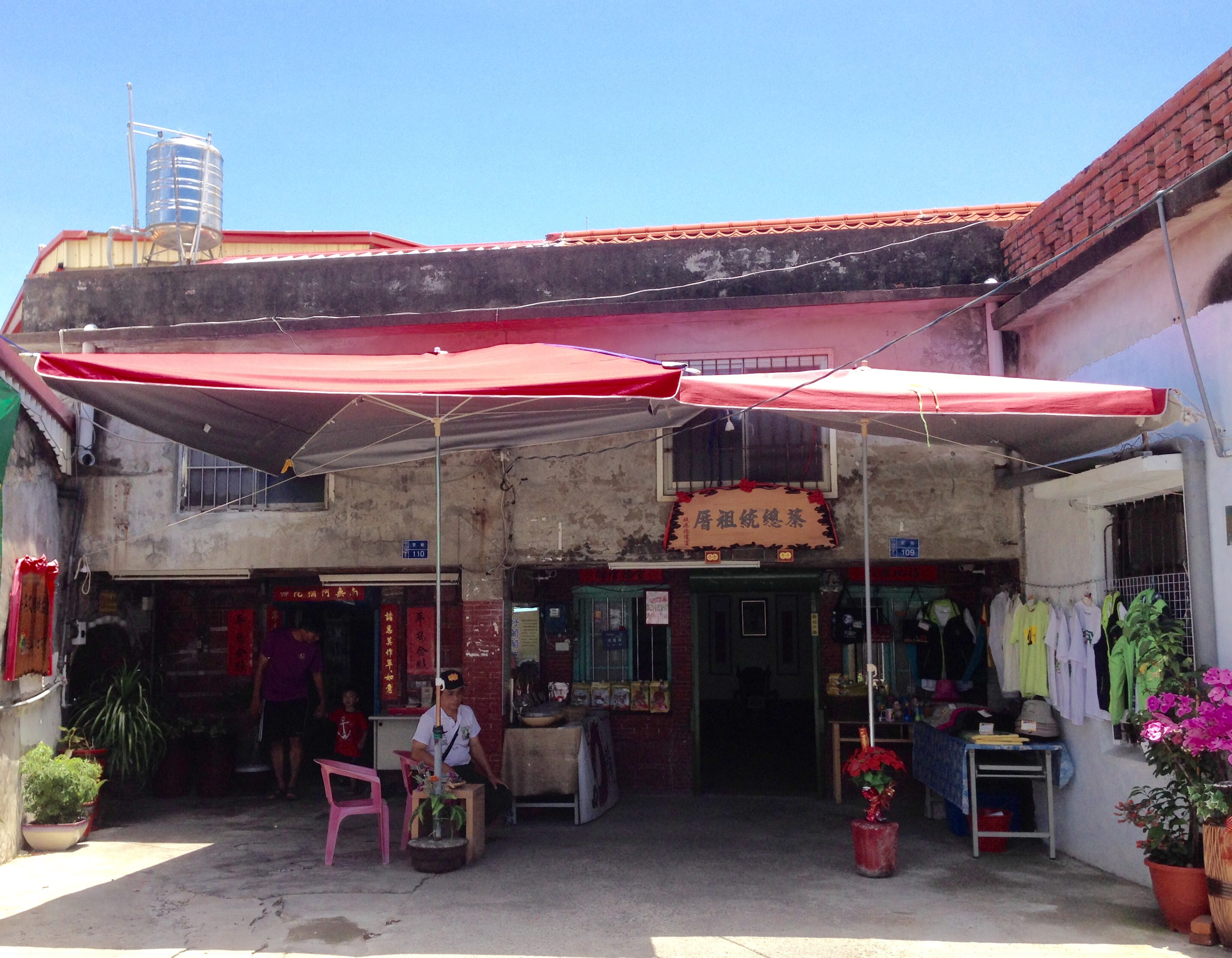
蔡潔生故居（蔡英文総統祖厝）

楓港村は、第7代総統である蔡英文の故郷でもある。

## 歴史
枋山郷は古くは原住民であるパイワン族の居住地であった。1860年頃より漢人により初めて開拓され、その際に小山が頻繁に山崩れを起こしたため、「崩崁頭（Pang-khàm-thâu）」と呼ばれるようになった。後に「崩」では不吉であると考えられたため、台湾語で同音の「枋」の一字をとって「枋山」となった。
清朝統治時代の1875年、恒春半島に位置する現在の恒春鎮、車城郷、満州郷が漢人の地と定められ、恒春県が設置された。枋寮郷以北の鳳山県とこの地域を連絡するために半島西部に恒春県管轄の回廊が形成されたが、この回廊が枋山郷の前身となった。
日本統治時代の1901年5月1日、恒春庁枋山支庁の管轄となり、その後その下に嘉禾里枋山区と善余里楓港区が置かれた。枋山区の下には加禄堂庄、平埔庄、南勢湖庄、枋山庄、莿桐脚庄が置かれ、楓港区の下には楓港庄のみが置かれた。
1909年10月25日、20庁制が12庁制と改制されるため、恒春庁が廃止され阿緱庁枋山支庁の管轄となった。2つの里・区と6つの庄はそれぞれ存続した。
1920年10月1日、台湾地方制度改制により高雄州潮州郡枋山庄の管轄となった。これまで管轄となっていた地域の恒春郡ではなく、潮州郡となった。2つの里・区は廃止され、6つの庄はそれぞれ加禄堂、平埔、南勢湖、枋山、莿桐脚、楓港の6つの大字となった。
戦後には、州が県へ、郡が区へ、庄が郷へ改制されるため、高雄県潮州区枋山郷となった。加禄堂、平埔、南勢湖が加禄村、枋山、莿桐脚が枋山村、楓港が楓港村となった。
1947年2月16日、潮州区から恒春区に移管され、再びこの地域の管轄となった。
1950年10月1日、高雄県から分立し区が廃止され屏東県枋山郷となった。
1955年、楓港村の人口が増加したため、善余村が分立した。

## 人口
1940年の国勢調査によると枋山庄の人口は3,432人で、台湾全土の約300の市街庄の中で6番目に人口が少なかった。
2024年12月末の人口調査によると枋山郷の人口は4,966人で、台湾本島で13番目に人口が少ない。
加禄村の人口が最も多く2,038人、次いで枋山村の1,050人、楓港村の982人、最も少ないのが善余村の896人である。

## 政治

### 行政区

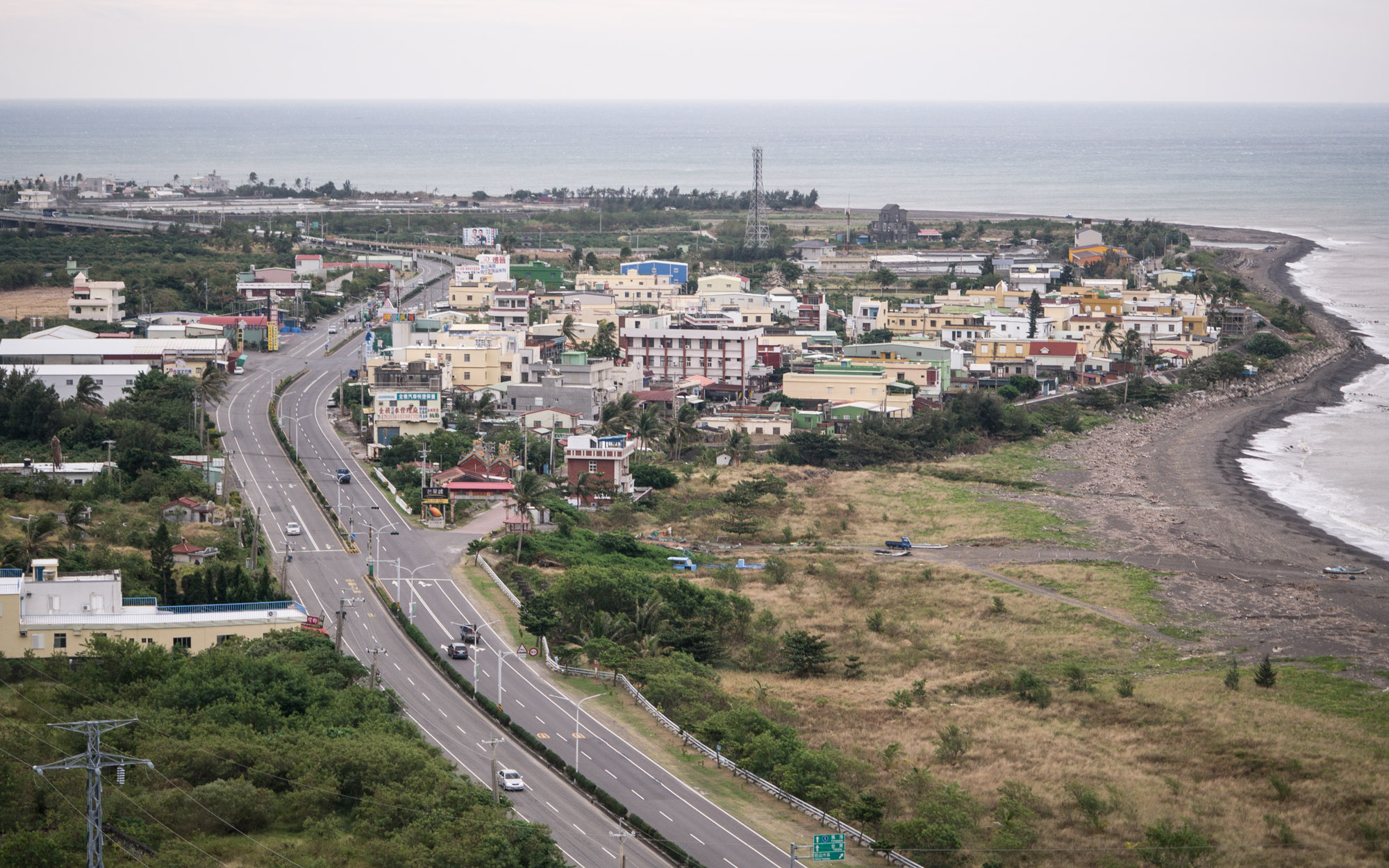
枋山村

| 枋山郷行政区画                  |
| 加 禄 村 枋山村 楓港村 善 余 村 |

### 歴代首長
| 任期 | 氏名   | 政党       | 注釈     |
| ---- | ------ | ---------- | -------- |
| 1    | 黄春輝 |            |          |
| 2    | 黄春輝 |            |          |
| 3    | 黄春輝 |            |          |
| 4    | 王寿淋 |            |          |
| 5    | 王寿淋 |            |          |
| 6    | 洪栄玉 |            |          |
| 7    | 洪山雲 |            |          |
| 8    | 洪山雲 |            |          |
| 9    | 洪清隆 |            |          |
| 10   | 温義春 |            |          |
| 11   | 温義春 |            |          |
| 12   | 洪清隆 | 無所属     |          |
| 13   | 林耕名 | 中国国民党 |          |
| 14   | 林耕名 | 無所属     |          |
| 15   | 葉有進 | 無所属     |          |
| 16   | 温士源 | 中国国民党 | 当選無効 |
| 代理 | 周巧雲 | 無所属     | 補欠選挙 |
| 17   | 洪啓能 | 無所属     |          |
| 18   | 洪啓能 | 無所属     |          |
| 19   | 羅金良 | 無所属     | 現職     |

## 教育

### 高級中学
- 屏東県立枋寮高級中学正成分校

### 国民中学
- 屏東県立獅子国民中学

### 国民小学
- 屏東県立楓港国民小学
- 屏東県立加禄国民小学
- 屏東県立加禄国民小学枋山分校

## 交通

### 台湾鉄路公司
- 南迴線
  - 加禄駅
  - 内獅駅
  - 枋山駅（実際は同県獅子郷に位置する）
- 恒春線（計画中）

### 道路
- 台1線：楓港が終点
- 台9線：楓港が終点
- 台26線：楓港が起点
- 国道3号（計画中）

## 観光
- 加禄八筒マンゴー園
- 嘉和トンネル
- 枋山遊憩区
- 枋山観光農園
- 行政院海岸巡防署七里橋服務区
- 恐竜及び自強号展示区（原国宝楽園)
- 楓港老街
- 品味軒海灘

## 特産
- コーヒー豆（枋山村）
- レンブ（加禄村、楓港村）
- マンゴー（加禄村）
- ハゼ（楓港村、善余村）
- タマネギ（楓港村）[12]